# Historie videoher 1980–1989
Na počátku osmdesátých let 20. století se mohl severoamerický videoherní průmysl měřit s hračkářským či filmovým, společnost Atari zde vydávala hry s miliónovými prodeji. Ale již v 1983 byl trh v severní Americe přesycen podprůměrnými hrami a herní společnosti krachovaly a zanikaly, trh s herními konzolemi na krátkou dobu skončil. Herní průmysl se přesunul do oblasti domácích počítačů a během desetiletí se objevily hry také pro osobní počítače.
Dekáda přinesla rozvoj herních žánrů, rozšířila se nabídka her na trhu a rostla i jejich popularita. Došlo také k zásadní změně na herním trhu, kde se opět objevily produkty nezávislých vývojářů.

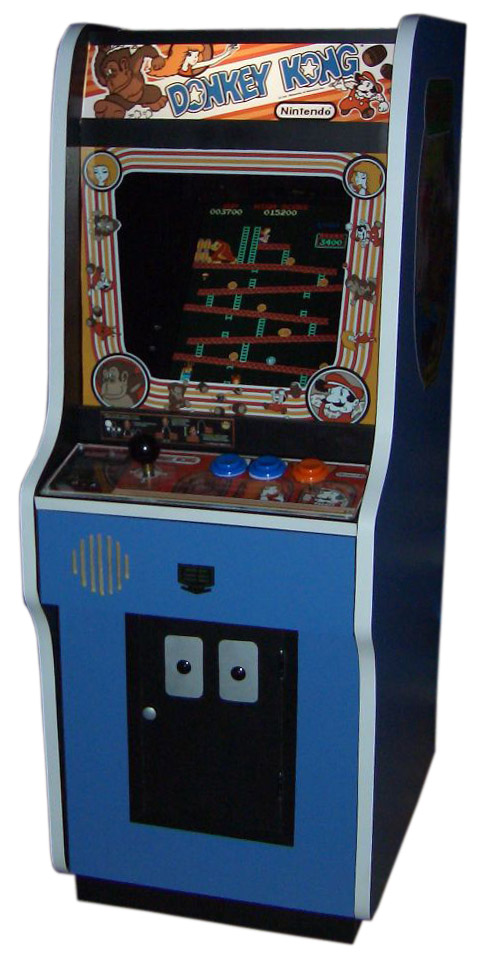
Donkey Kong –1981, arkádový automat

## Herní konzole
Ještě koncem sedmdesátých let arkádové hry vznikaly jako arkádové automaty, ale později se objevily na herních konzolích a domácích počítačích. Tzv. „zlatá éra arkádových her“ trvala až do poloviny osmdesátých let. Od roku 1984 se při výrobě hracích automatů začaly používat šestnáctibitové procesory.
V druhé polovině desetiletí se na trhu objevila řada herních konzolí, většinou s 8bitovou architekturou. Rozšířené v západní Evropě byly konzole Nintendo Entertainment System (NES), které se objevily v Německu v roce 1986 a Sega Master System, které byly na trhu od roku 1987. Obě konzole s sebou přinesly vlastní série her a nové postavy. Nejstarší zařízení s 16bitovou technologií ( 4. generace) se objevila v roce 1987.
Začátkem desetiletí byly ještě rozšířeny starší konzole, především Atari 2600 .
- 2. generace
  - Coleco Vision (1982 v USA, 1983 v Evropě jako CBS ColecoVision)
  - Atari 5200 (1982)
- 3. generace
  - Nintendo Famicom (1983, původní název v Japonsku) / Nintendo Entertainment System (1986)
  - Sega Master System (1987)
- 4. generace (8bitový procesor, částečně 16bitové vlastnosti)
  - PC Engine / TurboGrafx 16 (1987)
  - Sega Mega Drive (1988) 16bit
  - Super Nintendo Entertainment System / SNES (1989)

#### Galerie

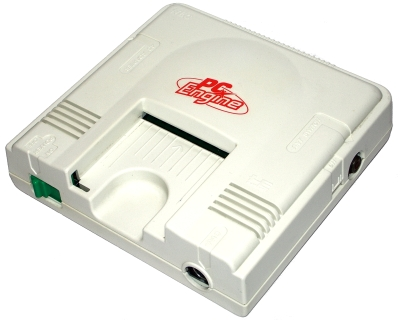
PC-Engine, první model
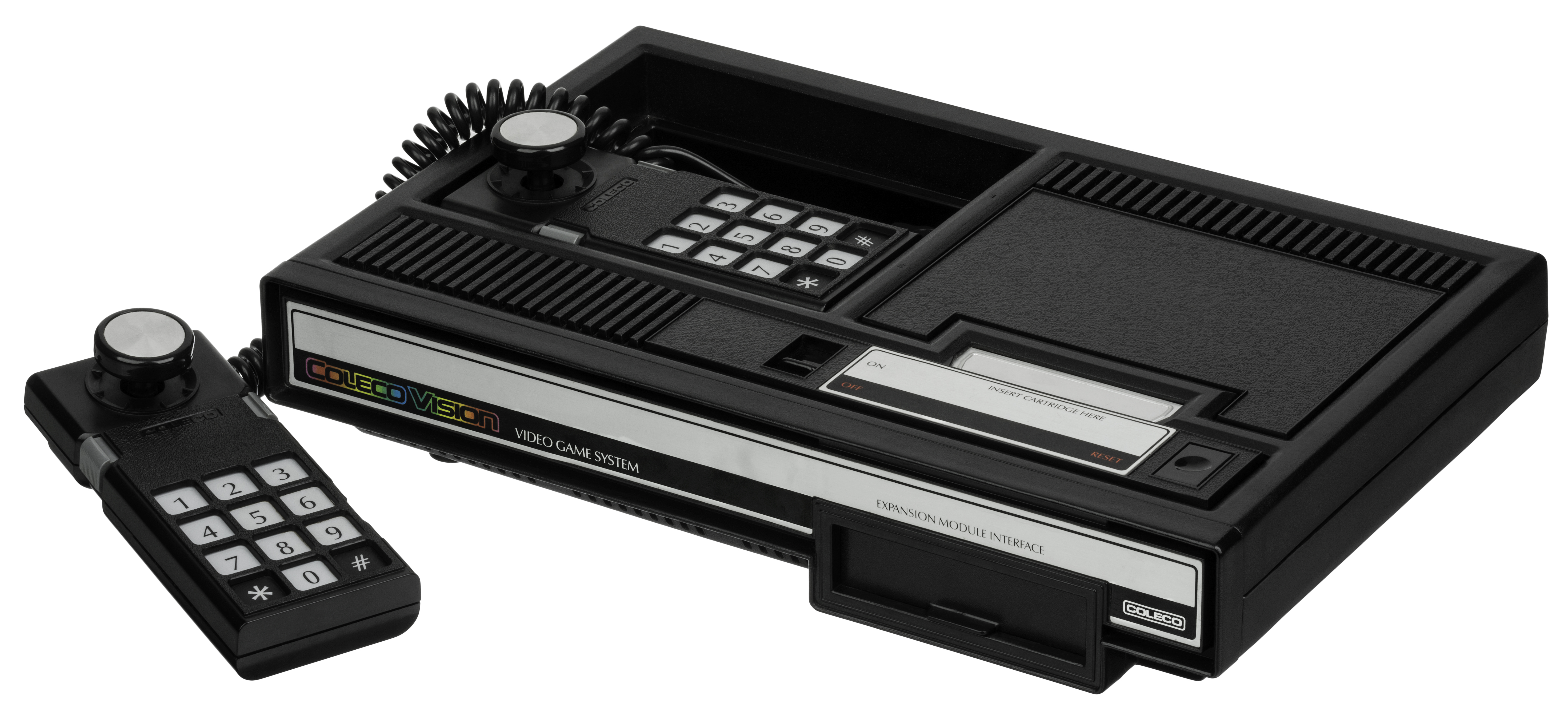
ColecoVision – 1982
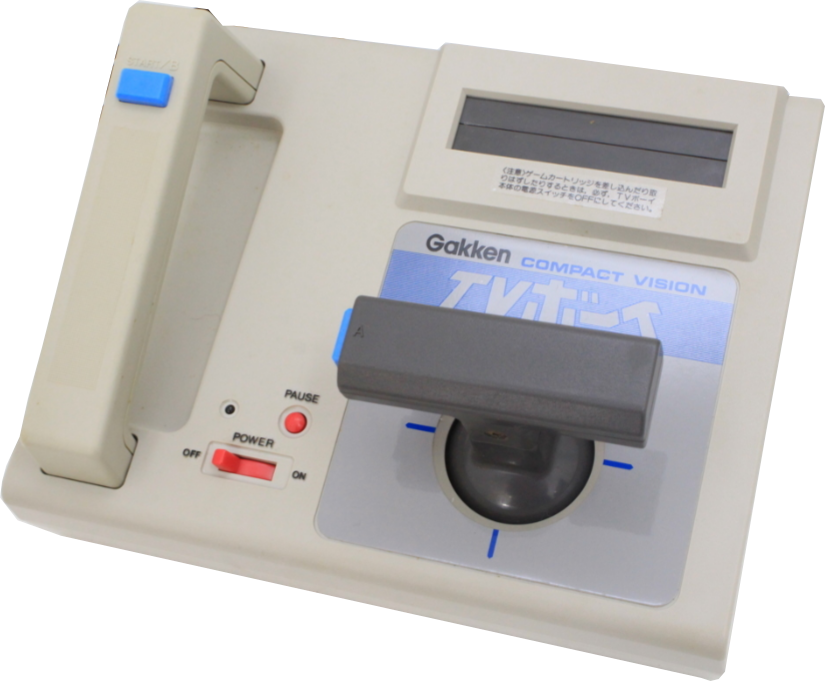
Compact Vision TV Boy
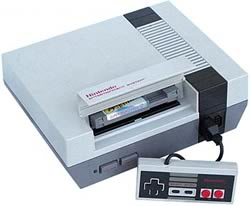
Herní konzole Nintendo Entertainment System – 1983

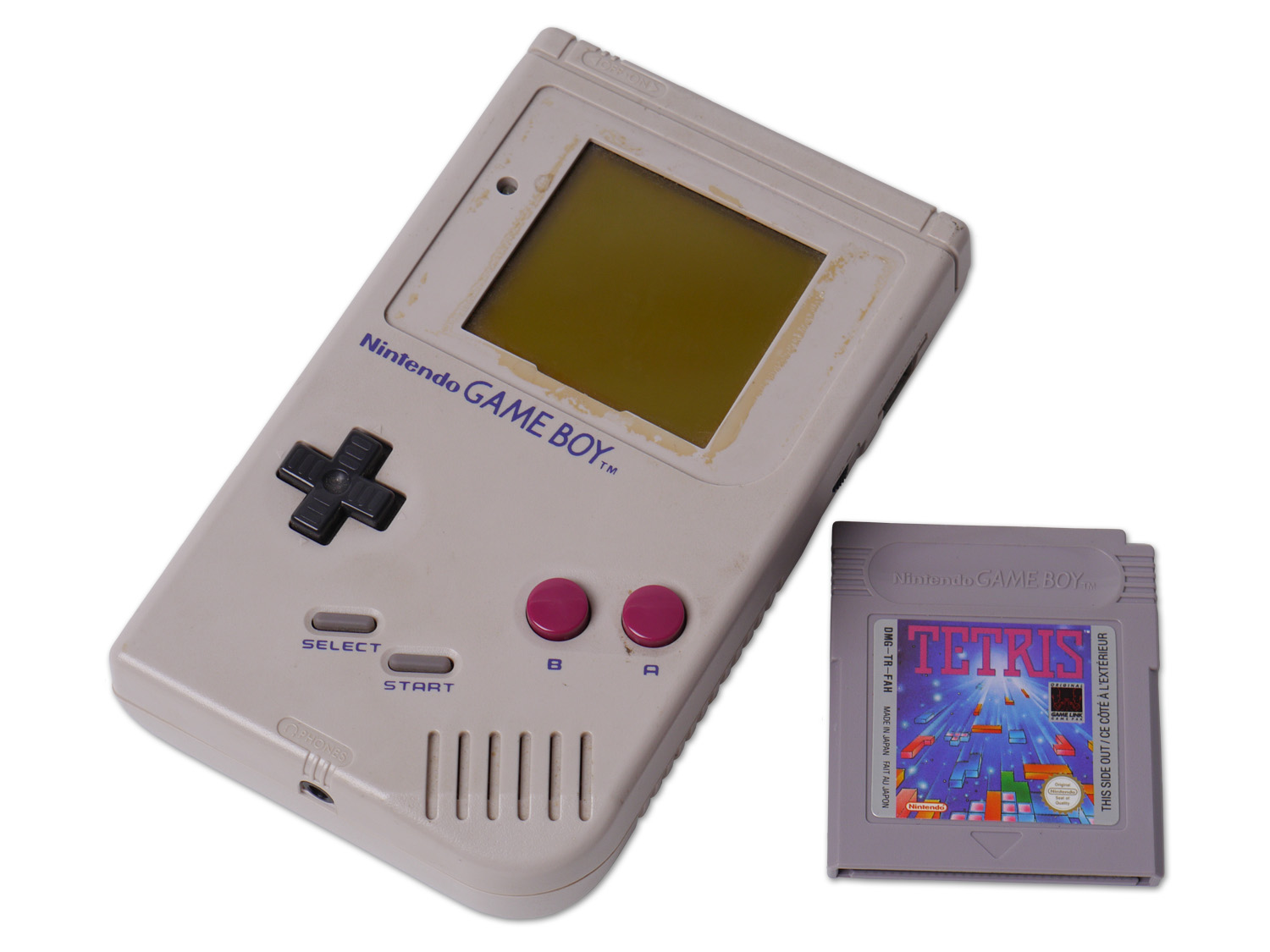
Game Boy s Tetrisem na cartridge

### Kapesní konzole
- Nintendo, Game & Watch (1980)
- Atari Lynx (1989)
- Nintendo, Game Boy (1989)

## Domácí počítače
V USA i zemích západní Evropy se stal populárním Commodore 64. V prodeji byl od roku 1982, měl programovatelné prostředí v BASICu i pokročilou grafiku a zvuk. V Anglii se přibližně ve stejnou dobu objevil na trhu počítač ZX Spectrum.Záhy se stal populárním domácím herním počítačem v Evropě a časem i v zemích východního bloku.
Příklady domácích počítačů:
- Commodore VC20 (1980)
- Tandy TRS-80 barevný počítač "CoCo" (1981)
- Texas Instruments TI-99/4A (1981)
- Sinclair ZX81 (1981), jednoduchý model, monochromatický displej, membránová klávesnice
- Sinclair ZX Spectrum (1982)
- Commodore 64 / C64 (1982), nejúspěšnější domácí počítač
- Atari XL (1982)
- Apple IIe (1983)
- MSX (1983)
- Amstrad CPC / Schneider CPC (1984)
- Atari ST (1985), 16bitový
- Commodore 128 (1985), méně úspěšný, většinou hry v režimu C64
- Amiga (1985), 16/32bitový, úspěšný

### Galerie

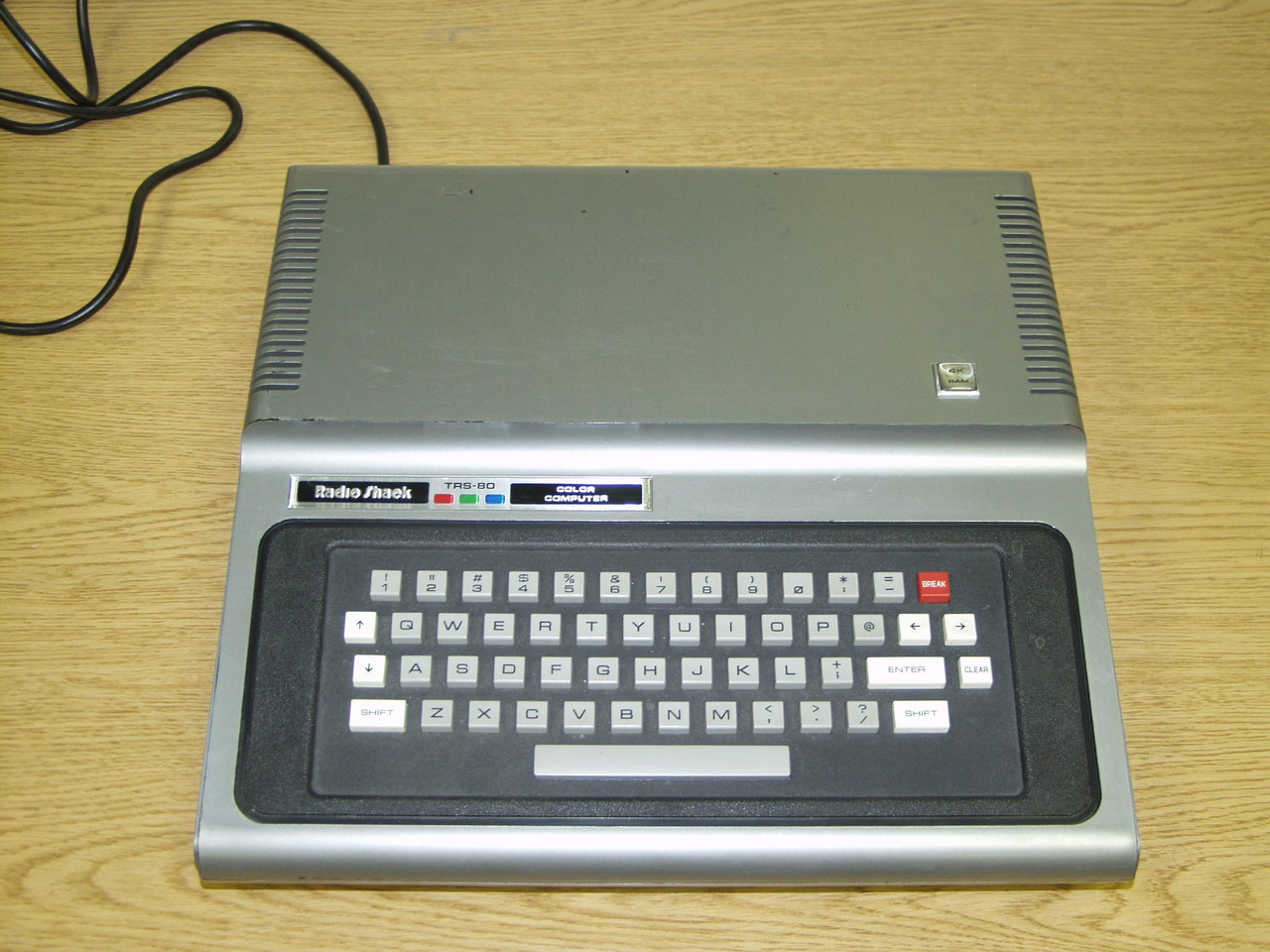
TRS-80 barevný
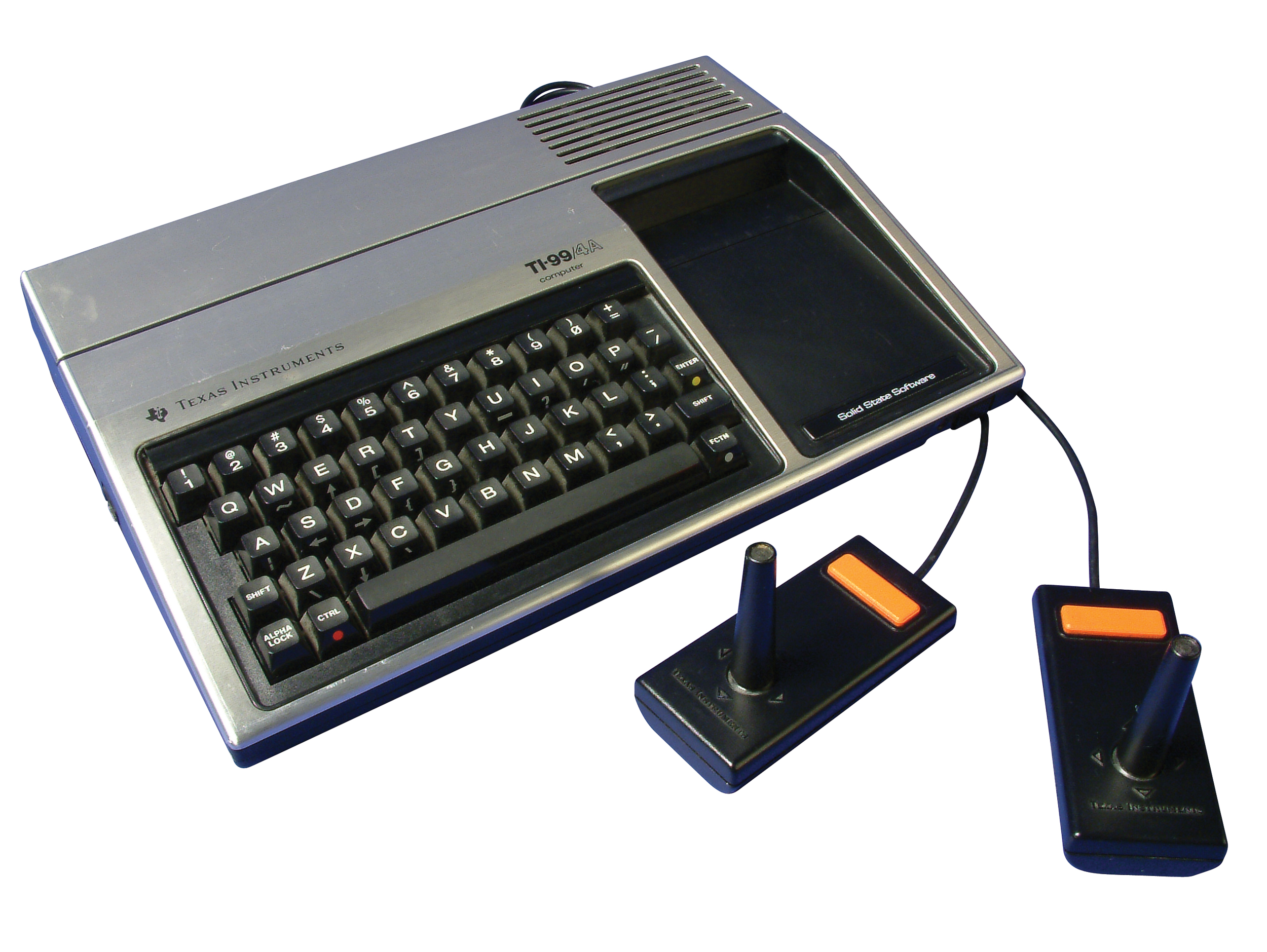
Texas Instruments TI-99-4A
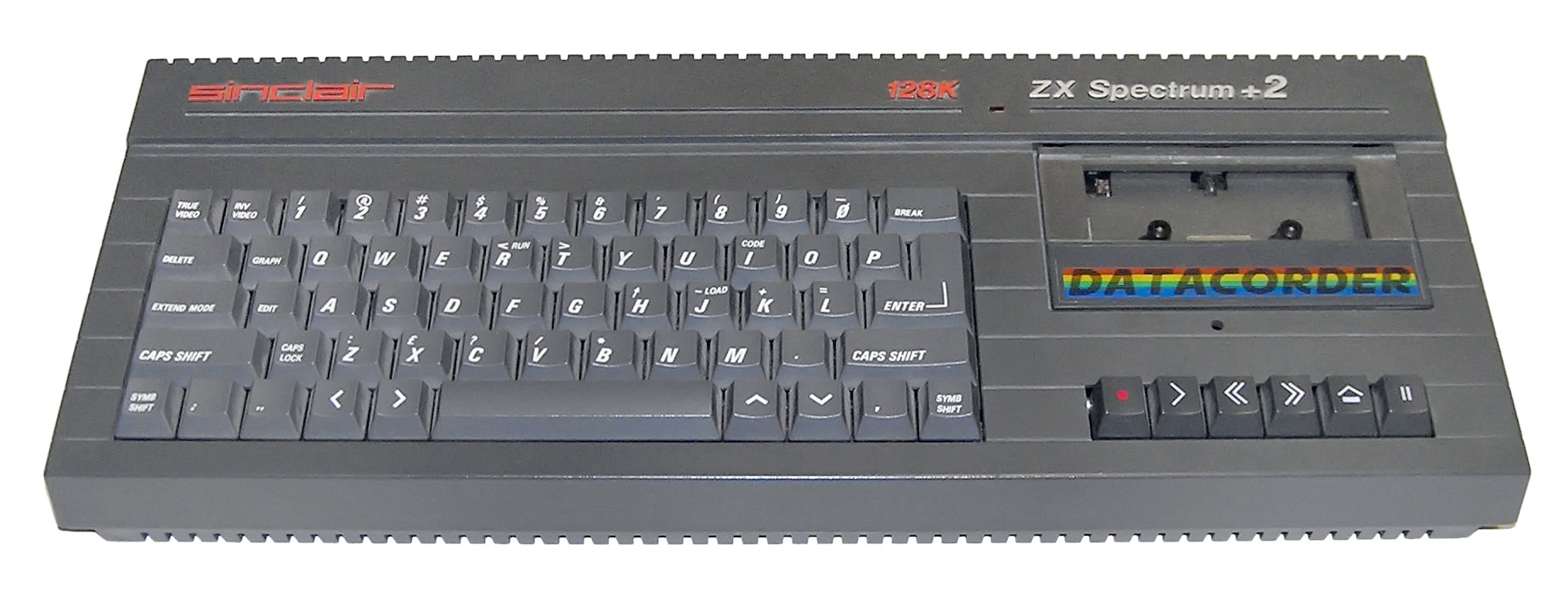
ZX Spectrum +2 s integrovanou herní mechanikou
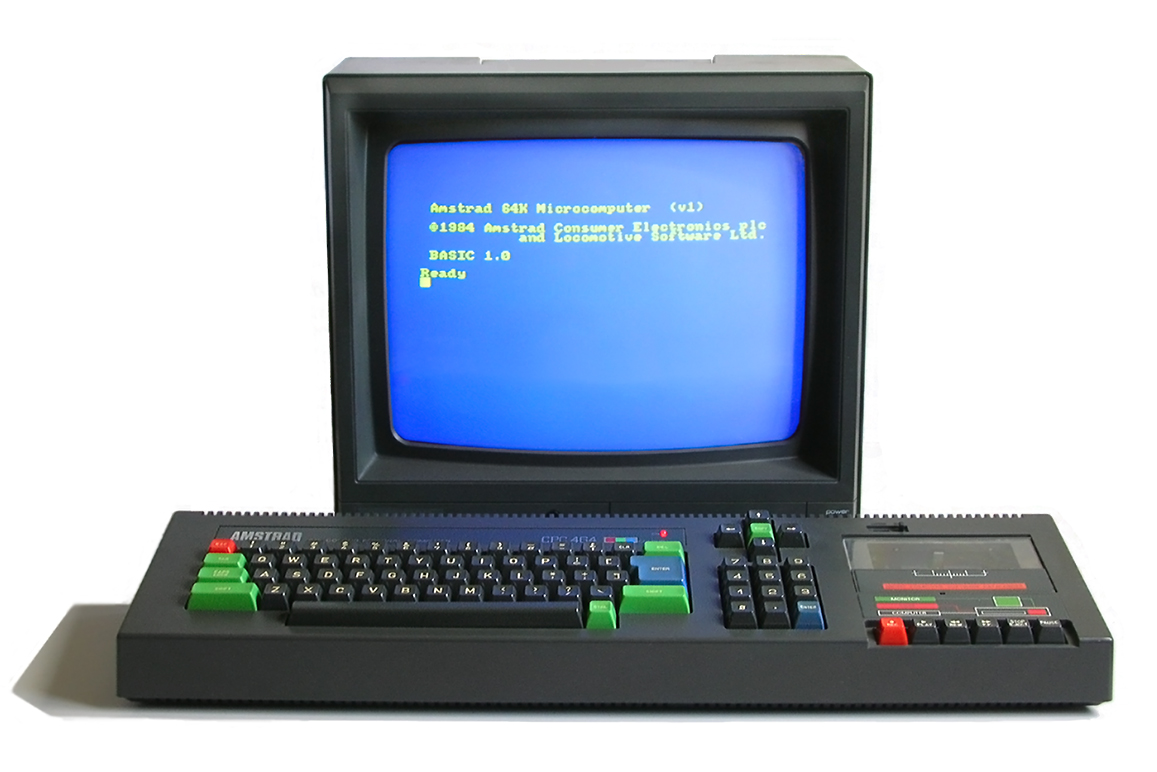
Amstrad CPC 464, s barevným monitorem

## PC – osobní počítač

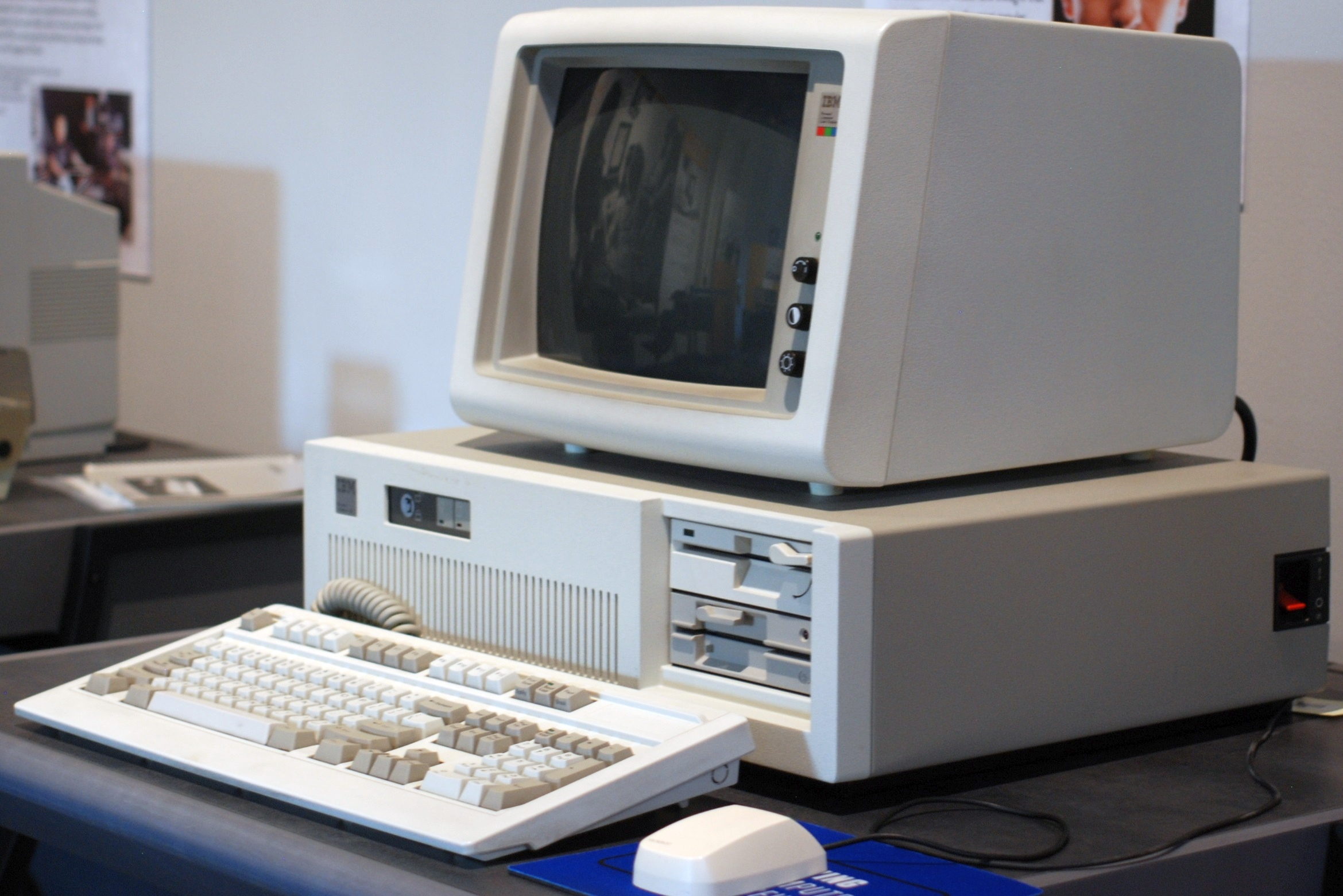
IBM PC/AT

Pro domácí počítače se stal osobní počítač konkurenční platformou s vydáním PC/AT firmou IBM v roce 1984. Nový EGA displej, podporující šestnáct barev  dosáhl kvality srovnatelné s Commodore 64.
Jednoduchá čtyřbarevná CGA grafika předešlých modelů nebyla schopna konkurovat C64 nebo Apple II. V osmdesátých letech 20. století se hrály hry na počítačích s operačním systém MS-DOS. Hry pro operační systém MS-Windows se staly populárními až s vydáním OS verze 3 od roku 1990.
Podle roku vydání:
- IBM PC (1981)
- IBM PC/XT (1983)
- IBM PC Jr. (1983)
- IBM PC/AT (1984)

## Videohry
V roce 1984 byla vydána hra Elite, vytvořená Davidem Brabenem a Ianem Bellem, která zavedla moderní 3D grafiku a šest stupňů volnosti (tři posuvy, tři rotace) v přesvědčivém vektorovém světě. Hra byla napsána pro mikropočítač BBC Micro a Acorn Electron. Její úspěšnost však způsobila portování pro všechny populární formáty včetně Nintendo systému. V roce 1987 LucasArts přišli se hrou Maniac Mansion vytvořenou ve skriptovacím jazyku SCUMM, který nabízel interface point-and-click (ukaž a klikni) pro myš. Interface začala používat společnost Sierra Entertainment a další  pro vývoj svých her (adventury, strategie).
V roce 1988 dala Sega na trh 16bitovou konzoli Mega Drive (v USA byla prodávaná pod názvem Genesis), ale úspěch zaznamenala pouze na evropském a asijském trhu.
S příchodem internetu se začaly objevovat i první online hry. První, kdy proti sobě hráli dva hráči byla hra MUD1, která byla hraná již v roce 1980 na ARPANETu. Od poloviny dekády přišly na trh první online akční a strategické hry pro dva s použitím modemu.

### Hlavní vývojáři
- Scott Adams (dobrodružné hry, textovky – např. Voodoo Castle, The Count, Strange Odyssey …)
- Ken Williams
- David Braben
- Rob Fulop (Atari)
- Will Wright, hra SimCity
- Richard Garriott, série Ultima
- Dona Bailey, programátorka her, jedna z mála žen, které se tomuto oboru věnovaly již v tomto desetiletí[5]

Mnoho her bylo vydáváno velkými vydavateli (jednotliví vývojáři ustoupili do pozadí), rozsáhlé hry vznikaly ve větších týmech.
Mezi významné společnosti, které dominovaly v oblasti herních konzolí patří Nintendo a Sega. Na trhu domácích počítačů převládala společnost Commodore s modely C64 a Amiga. Hry pro osobní počítače ( operační systém DOS) se na trh dostávaly pomalu, s ohledem na vysoké pořizovací náklady PC a zpočátku byly omezením i hardwarové vlastnosti. Standard EGA neexistoval až do roku 1984 a zvukovými kartami byly vybaveny osobní počítače později.

### Hry desetiletí
V osmdesátých letech existovaly již herní žánry známé i v současnosti. Stále byly velmi rozšířené jednoduché hry, jako jsou střílečky, akční hry, sportovní a závodní hry, adventury a rozsáhlejší simulace. Mnohé klasiky z tohoto desetiletí patří mezi populární retro hry.
- Pac Man (1980)
- Defender (1980), první hra s žánrem horizontálně scrollovacích stříleček
- Battlezone (1980), první hra z pohledu první osoby, tankový simulátor se stále jednoduchou vektorovou grafikou, ale se zobrazením třetího rozměru
- Centipede (Stonožka – 1980)
- Donkey Kong (1981), první plošinovka
- Frogger (1981), původně pro herní automat (Konami), pro herní konzoli Atari (společnost Parker Bros), později upravená na kazetě (firma Starpath)
- Q*bert (1982)
- Pole Position (1982), úspěšná a první moderní závodní hra, nejdříve pro herní automaty (distribuce Namco v Japonsku a v USA firma Atari), zobrazovaly se závody formulí z pohledu kamery, která byla umístěna za hráčovým automobilem – tento styl se používal i později v  mnoha závodních hrách. Také zobrazování billboardů s reklamami a stromů ve hře po stranách vozovky bylo ve své době přelomové. Perspektiva byla simulována dvourozměrnými  sprity, u kterých se měnila jejich velikost a tím se předmět přibližoval směrem k hráči. Tato technologie byla používána v počítačových hrách asi dvacet let. Lze se s ní setkat u dalších závodních her (například Lotus) nebo i ve 3D hrách typu Wolfenstein 3D a Doom.[5]
- Track & Field (1983), designována pro NES a vyráběná firmou Nintendo až do roku 2003, pro tuto konzoli vzniklo více než sedm set licencovaných a řada her bez licence[6]
- Tetris (1985)
- Maniac Mansion (1987)
- SimCity (1989)

Hry, pouze na jednotlivé platformy:
- Ultima (1980), hra na hrdiny – Apple II, první videohra s posuvem obrazu do čtyř směrů
- Microsoft Flight Simulator (1982), letecký simulátor – PC
- Elite (1984), simulační hra – BBC Micro
- Super Mario Bros (1985), plošinovka – Famicom/NES
- The Legend of Zelda (1986), akční adventura – NES
- The Great Giana Sisters (1987), Jump 'n' Run on C64 a další
- Defender of the Crown (1987), strategie – Amiga a další
- Ports of Call (1987), obchodní simulace – Amiga

Další inovativní, ale méně známé tituly:
- Mystery House (1980), první textová adventura s grafikou
- Space Panic (1980), první plošinovka, resp. předchůdce plošinovek
- 3D Monster Maze (1981), první 3D hra pro domácí počítače
- Moon Patrol (1982), první hra s paralaxním rolováním
- Dragon's Lair (1983), první známá hra na laserdiscu
- Ant Attack (1983), první izometrická hra, možnost vybrat si pohlaví
- I, Robot (1983), první komerční hra používající k vykreslení 3D objektů plné 3D polygony a ploché stínování
- Karate Champ (1984), první bojová hra s bočním pohledem
- Little Computer People (1985), hráči komunikovali s mužem v domě, hra neměla jasný cíl, ale byla zásadním předchůdcem žánru simulací[7]
- Out Run (1986), první hra se zpětnou vazbou

### Datová média
Významná začínala být také záznamová datová média. Počítače již většinou používaly k ukládání a přenosu dat disketové mechaniky na rozdíl od konzolí. 5,25" disketa byla typické paměťové médium pro C64, cartridge a kompaktní kazety byly obvyklými datovými nosiči pro domácí počítače. Ke konci dekády byly běžné 3,5" diskety (pro Amigu a částečně pro PC). Hra byla často distribuována na několika disketách.

## Československo

### Herní automaty
V předrevolučním Československu byly herním prostředím maringotky s herními automaty, které cestovaly po republice s cirkusy, ale i samostatně. Na automatech se hrál Pinball a další arkádové klasiky, od 2D stříleček až po již zastaralý Pong. Kamenné herny v té době neexistovaly. Nedostatek domácí herní techniky způsobil, že „maringotková herní kultura“, která vznikla na počátku osmdesátých let se udržela i nějaký čas po sametové revoluci.

### Videohry na počítačích
Mezi herní počítače dostupné v ČSSR patřily modely Sinclair ZX Spectrum, osmibitové Atari a slovenský počítač PMD 85 nebo český IQ 151. Mezi soukromými uživateli byly rozšířeny první dva typy počítačů. Počítače československé výroby byly zastoupeny ve školách a počítačových klubech. Vznikla na  nich řada tuzemských her (např. Člověče nezlob se, Klaun, Tyranosaurus REX …).
Do roku 1989 se počítače dovážely v omezeném množství, ale i tak kolem roku 1985 zde existovala aktivní scéna osob, kteří se sdružovali do klubů (v rámci socialistických organizací jako byl například Svazarm). V druhé polovině desetiletí se dostávaly osobní počítače i do domácností a s rozšířením technického vybavení rostla i popularita komerčních počítačových her, dovážených ze západních zemí. Uživatelé je získávali prostřednictvím systému, který byl založen na síti kontaktů. I zde se v této době našli uživatelé, kteří programovali vlastní hry různé úrovně.